# Вингорский, Андрей Кузьмич
Андрей Кузьмич Вингорский (29 октября 1902, Севериновка, Подольская губерния, Российская Империя — 1991, Москва) — советский художник-график, член Союза художников СССР. Подвергся репрессиям в 1943—1956 гг.

## Биография
Родился в 1902 году Севериновке, Подольской губернии, Российская Империя.
В 1906 году его семья переезжает в Сибирь. В 1922 году окончил Промышленно-экономический техникум, где одним из предметов было рисование. До 1925 года работал художником в краевом издательстве Петропавловска.
В 1926 году поступил в Киевский художественный институт, в 1927 году перевёлся в Москву на графический факультет Высшего государственного художественно-технического института (Вхутеин), где учился у В.А. Фаворского, П.Я. Павлинова, И.И. Нивинского до окончания в 1930-м.
В 1942 году был призван в армию, служил в 63-й отдельной стрелковой роте 33-й Армии. Арестован в 1943 году по обвинению в нелояльных отзывах о правительстве. Приговорён к расстрелу. Семьдесят пять часов провел в камере смертников, после чего ему было объявлено о замене приговора на десять лет исправительно-трудовых лагерей (ИТЛ) и пять лет поражения в правах. Находился в лагере Смоленска, где руководил художественной мастерской.
В начале 1950-х был переведён в Кунеевский ИТЛ на строительство Куйбышевской ГЭС им. В.И. Ленина, где проработал с 1951 по 1956 годы.
По инициативе А. К. Вингорского в 1956 году в клубе «Гидростроитель» (Ставрополь) была организована первая художественная выставка сотрудников Куйбышевгидростроя, имевшая огромный успех.
Был амнистирован в 1956 году, после этого вернулся в Москву. Реабилитирован в 1962 году.
Создал цикл графических работ о Волжском автозаводе и городе Тольятти.
В 1958 году Андрей Кузьмич Вингорский был автором и инициатором письма в Ставропольский горисполком и начальнику Куйбышевгидростроя об открытии в Ставрополе Краеведческого музея.
В конце 1960-х А. К. Вингорский передал в Тольяттинский краеведческий музей более 100 работ, отразивших облик старого Ставрополя, строительство Куйбышевской ГЭС, химических предприятий Тольятти, Автозаводского района.
Скончался в 1991 году в Москве.
Акварели А. К. Вингорского хранятся в музее общества «Мемориал».